# Kevin Boothe
Kevin Boothe (født 5. juli 1983 i New York City, New York, USA) er en amerikansk footballspiller, der spiller i NFL som offensive guard for Oakland Raiders. Boothe blev draftet til ligaen af Oakland Raiders i 2006, og har også spillet for New York Giants.
Boothe var en del af det New York Giants-hold, der i 2008 overraskende vandt Super Bowl XLII efter sejr over New England Patriots. 

## Klubber
- Oakland Raiders (2006)
- New York Giants (2007–2013)
- Oakland Raiders (2014–)